# Christoph Heinrich von der Goltz (Obrist)
Christoph Heinrich von der Goltz (* Januar 1600; † 9. September 1643 auf der Damitzer Heide) war schwedischer Obrist im Dreißigjährigen Krieg und zuletzt Statthalter der „schwedischen Provinz“ Thüringen.
Seine Eltern waren Joachim von der Goltz (1557–1627) aus dem Haus Klein-Mellen und dessen Ehefrau Elisabeth von Manteuffel (1569–1629).

## Leben
Im Jahr 1634 wurde er schwedischer Obristleutnant und dann Obrist. Er war Kommandant von Lauenburg.
Von Januar 1637 bis Mai 1640 war er Kommandant von Erfurt. Mit Patent vom 28. März 1639 wurde er vom schwedischen Feldmarschall Johan Banér als Statthalter der „schwedischen Provinz“ Thüringen eingesetzt.
Im April 1640 wurde er vom Feldmarschall seines Amtes enthoben und durch den Baltendeutschen Caspar Ermes († 1648) ersetzt. Dieser hatte sich zuvor schon bei der Verteidigung von Augsburg ausgezeichnet.
Goltz fiel am 9. September 1643 bei einem Gefecht in der Damitzer Heide und wurde in der Kirche St. Marien in Stettin begraben.

## Familie
Er heiratete Ende September 1636 Barbara Elisabeth von Pfuel († 29. Februar 1672). Das Paar hatte eine Tochter: Juliane Margarethe (1638–1638).